# Regent Seven Seas Cruises
Regent Seven Seas Cruises (RSSC), es una línea de cruceros anteriormente conocida como Radisson Seven Seas Cruises, con sede en Miami, Florida, Estados Unidos. La compañía de cruceros ofrece viajes de lujo que visitan a más de 300 puertos en todo el mundo. Regent Seven Seas Cruises se especializa en barcos con una pequeña capacidad de pasajeros y muchas comodidades incluidas. Actualmente es una filial de Norwegian Cruise Line.
Apollo Global Management, un grupo de inversión, compró Regent Seven Seas Cruises de Carlson Companies por $1 billón de dólares en febrero de 2008. Apollo Investments también es propietaria de Oceania Cruises y 15.8% de Norwegian Cruise Line. Carlson conserva la propiedad de la marca maestra Regent, junto con las operaciones de Regent Hotels & Resorts en todo el mundo.
Después de la compra, Apollo hizo públicos sus planes de pedir un nuevo barco para Regent. Se planea que el nuevo barco tenga dimensiones y capacidad similares a las del Seven Seas Voyager y el Seven Seas Mariner, pero con alojamientos más grandes y espacios públicos ampliados.
El 2 de septiembre de 2014, Norwegian Cruise Line compró Prestige Cruise Holdings, la compañía matriz de Oceania Cruises y Regent Seven Seas Cruises, por USD$ 3.025 millones.

## Flota actual
| Buque                | Año construcción | Astillero                                         | Tonelaje  | Bandera        | Imagen |
| -------------------- | ---------------- | ------------------------------------------------- | --------- | -------------- | ------ |
| Seven Seas Navigator | 1999             | T. Mariotti, Genova, Italia                       | 28.550 Tn | Bahamas        |        |
| Seven Seas Voyager   | 2003             | T. Mariotti, Génova, Italia                       | 42.363 Tn | Bahamas        |        |
| Seven Seas Mariner   | 2001             | Chantiers de l'Atlantique, Saint Nazaire, Francia | 48.075 Tn | Bahamas        |        |
| Seven Seas Explorer  | 2016             | Fincantieri, Sestri Ponente, Génova               | 55.254 Tn | Islas Marshall |        |
| Seven Seas Splendor  | 2020             | Fincantieri, Ancona                               | 55.254 Tn | Islas Marshall |        |

## Flota futura
| Buque               | Fecha prevista de entrada en servicio | Astillero                           | Tonelaje  | Bandera | Notas                                          |
| ------------------- | ------------------------------------- | ----------------------------------- | --------- | ------- | ---------------------------------------------- |
| Seven Seas Grandeur | A finales de 2023                     | Fincantieri, Sestri Ponente, Génova | 55.000 Tn | Bahamas | Construcción empezó el 2 de noviembre de 2021. |
| Seven Seas Prestige | 2026                                  | Fincantieri                         |           |         |                                                |